# Almendra II
Almendra II o el doble de Almendra  es la denominación con que se conoce el álbum doble lanzado en 1970 por la banda de rock argentina Almendra, su segundo álbum de estudio. La portada del álbum solo dice "Almendra". Almendra estaba integrada por Luis Alberto Spinetta (primera voz y guitarra), Edelmiro Molinari (primera guitarra y voz), Emilio del Guercio (bajo y voz) y Rodolfo García (batería y voz).
Ha sido incluido en la posición #40 entre los 100 mejores álbumes del rock argentino por la revista Rolling Stone. La canción "Rutas argentinas" ha sido ubicada en la posición n.º 52 entre las 100 mejores del rock argentino en la encuesta del sitio rock.com.ar.
Fue editado por Sony Music

## Contexto
En 1970 el mundo sufría la Guerra Fría. Argentina vivía bajo una dictadura que había disuelto todos los partidos políticos y que buscaba garantizar la alineación de la Argentina con los Estados Unidos en aquella confrontación global. Tres años antes el Che Guevara había sido asesinado mientras organizaba un movimiento guerrillero en Bolivia. En Argentina desde el año anterior habían comenzado a producirse levantamientos populares insurreccionales como el Rosariazo y el Cordobazo, con participación masiva de la juventud, que se había convertido en esos años en un sujeto histórico novedoso. Ese año aparecerían las dos grandes organizaciones guerrilleras que actuaron en el país, Montoneros -de tendencia peronista- y el Ejército Revolucionario del Pueblo (ERP) -de tendencia marxista-.
Almendra, banda liderada por Luis Alberto Spinetta, apareció en 1969, renovando radicalmente la música popular argentina y latinoamericana, especialmente el rock cantado en español. Junto a Los Gatos -banda precursora- y Manal, Almendra es considerada parte del trío fundador del "rock nacional", como se conoció en Argentina ese movimiento musical, generacional y cultural.
Para 1969 Almendra publicó un álbum revolucionario sin título, con un dibujo caricaturizado de un extraño hombre en la tapa, conocido luego como Almendra I, que alcanzó un éxito histórico. Prácticamente todos los temas de ese álbum se volvieron clásicos del rock nacional ("Plegaria para un niño dormido", "Ana no duerme", "Fermín", "A estos hombres tristes", "Color humano", "Figuración") y por sobre todos ellos "Muchacha (ojos de papel)", que se convirtió en un hit histórico, mantenido a través de las décadas.
Convertidos en estrellas de rock y en el pináculo del éxito, Almendra encaró 1970 con el proyecto de preparar una ópera rock. Sin embargo, las presiones de la fama y las diferencias entre los proyectos musicales de sus integrantes, produjeron una crisis interna del grupo que llevó a la sorpresiva separación de la banda en septiembre de 1970.
Ya separados, al año siguiente, con material grabado durante el año 1970, lanzaron Almendra II, un álbum doble completamente diferente de Almendra I.

## El álbum

### Título
La tapa del disco dice solamente "Almendra" escrita con el estilo de la letra manuscrita. Convencionalmente los seguidores de la banda se refieren al álbum como Almendra II o el doble de Almendra. El propio Spinetta lo denominaba así.

### Tapa
La tapa muestra una foto en el centro de los cuatro integrantes de Almendra mirando hacia la cámara, enmarcada por una especie de laberinto dibujado con crayones verdes, que a su vez delinea unos espacios con puntos que se asimilan a caras de personas, dibujado por Luis Alberto Spinetta. La contratapa, también dibujada por Spinetta, está toda ocupada por el laberinto verde y en uno de esos espacios aparece una pequeña almendra.

En la tapa está un poco todo el mambo real de lo que pasaba; una estructura que tendería a ser como la de un árbol y no como la de una cosa equidistante y perfecta hacia el infinito que se va acumulando. ¿Viste ese acertijo de salida sin salida que es todo el disco dos de Almendra? Que todo va así, todo desemboca en una almendra, en el dibujo de una almendra, que el corazón de ese grupo era la música. Ese es un momento de ruptura musical tremendo.
Luis Alberto Spinetta

Se ha interpretado que el "laberinto verde pintado con crayones ejemplifica el rumbo artístico incierto" y "el dibujo de una solitaria almendra denota el alejamiento artístico entre el primer y segundo álbum".
Las caras internas del sobre reproducen 47 fotos de diversos tamaños de la banda o de los miembros, grabando, divirtiéndose o tocando en recitales.

### Contenido
Es un disco doble que marca el final de la banda, sin llegar a estrenar la anunciada "Opera" que venían planificando y sobre la cual estaban trabajando.
En este disco, que contiene joyas absolutas y desconocidas (como "Los elefantes"), el grupo no logró alcanzar la intensidad creativa del primer álbum. Es más ecléctico, experimental y disperso, aunque sí manifiesta un tinte muchísimo más roquero e intenso que el primer álbum. Además el álbum está muy influido por la psicodelia y el consumo de drogas, que muestra los diferentes enfoques de los miembros de la banda y la necesidad de experimentación que sentían.
Sobre la influencia del consumo de drogas en Almendra II, Spinetta se explayó con amplitud en las conversaciones que mantuvo con Juan Carlos Diez reunidas en Martropía. Allí Spinetta cuenta que el único miembro de la banda que tomaba LSD era él y que lo hacía movido por un sentido de exploración, búsqueda y superación de prejuicios:

- ¿Las experiencias con ácido lisérgico (LSD) influyeron en vos, en tus composiciones del segundo disco de Almendra?
Sí. Yo era el único que tomaba ácido y muchos temas del segundo disco los compuse así... En las fotos del interior de Almendra II, donde yo tenía puesta una vincha de cadenita en el pelo, que casi no se ve, bueno ahí estaba en "pepas" a lo bobo en plena grabación...  Las transformaciones se iban dando en mi porque acababa de abandonar la pubertad. Fue una etapa de cambio muy fuerte y estar en un grupo así, en ese mundo, me fue cambiando día a día. Yo salía del San Román (el colegio secundario) y Los Beatles eran mi modelo. Yo tenía una actitud de búsqueda, de buscar dentro de mi, no de drogón. Tenía fatos que me habían quedado de la religión, trabas de las que me pude desprender. Mal o bien me saqué varias capas de empapelados que tenía encima. No digo que llegué al fondo porque creo que a uno no le alcanza la vida para eso. Pero agradezco esas decisiones un poco incautas que tomé, aunque también reconozco que tuve un ángel que no me permitió caer en un verdadero peligro.
- Alguna vez viviste una situación de riesgo estando en ácido?
No. Nunca pasó nada grave. Iba a tocar en ácido pero seguía siendo bastante profesional, nadie se daba cuenta de nada. Nunca más en mi vida volví a tomar ácido. Era bastante riesgoso porque se te podía arruinar el balero tranquilamente. Y no se si no me lo arruinó.

El tema "Parvas" se re-versionó en el disco Exactas. Se vislumbra la tendencia más roquera de Spinetta, afirmada en pasajes de sus pasos siguientes, Spinettalandia y sus amigos y la banda Pescado Rabioso, dos años después.
En varios temas de Almendra II se nota también la gran influencia que tuvo Manal sobre Almendra. El propio Spinetta en Martropía destaca el hecho y señala el "toque manalesco" que la banda adquirió en el álbum:

Yo creo que sin Manal Almendra no hubiera podido seguir mucho más porque de hecho cambiaron nuestro estilo. Sin querer, sin que nosotros los quisiéramos copiar. Si a mi se me ocurrió componer "Rutas argentinas", o algo, fue tratando de darle un toque más "manalesco" a Almendra. Que tuviera más que ver con el rock urbano y con un montón de cosas que nos pasaban, que no eran tanta profusión de metáforas... Manal fue una banda que influyó mucho a Almendra. Veníamos de mundos opuestos y confluíamos en un punto: nos gustaba tanto lo que hacía uno como lo que hacía el otro. El lirismo de Almendra era muy importante y, a la vez, la fuerza y la garra de Manal eran terribles... Ellos demuestran que el blues no era solo el blues podrido, cosa que para mi fue muy importante.
Luis Alberto Spinetta

### Temas

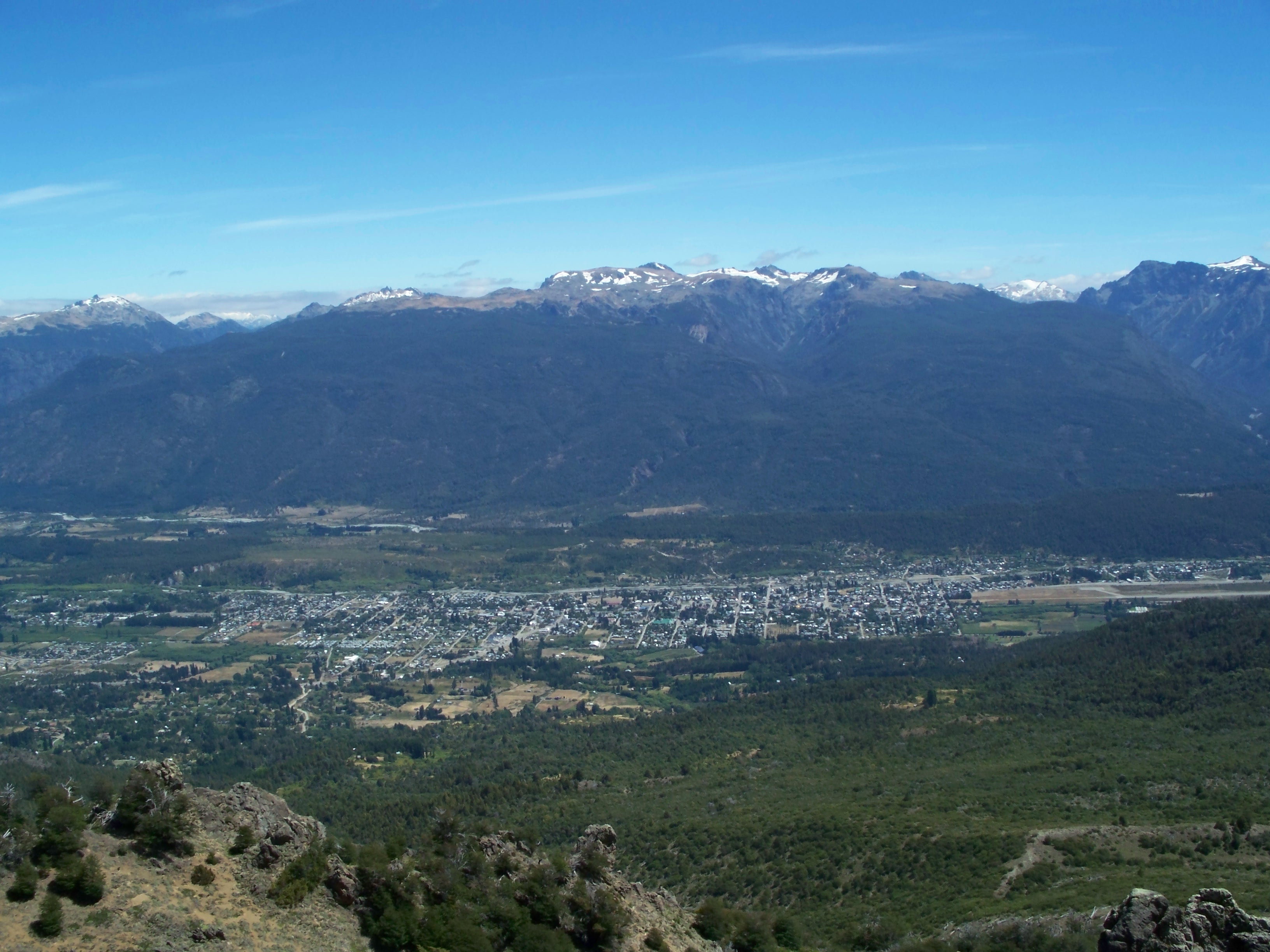
El Bolsón, localidad patagónica en la que se instaló una colonia hippie en 1969 que inspiró la composición de "Toma el tren hacia el sur" con la que se inicia el álbum doble.

El álbum contiene 21 temas divididos en dos discos, diez en el primero y once en el segundo. A diferencia de Almendra I, en el que siete de los nueve temas eran de Spinetta, en este álbum la autoría está más repartida, correspondiendo a Spinetta once temas, a Edelmiro Molinari cinco temas y a Emilio Del Guercio otros tres, además de dos temas de Spinetta y Del Guercio en coautoría. 
Tiene dos temas completamente instrumentales ("Obertura" y "Verde llano") pero también largas secuencias instrumentales en varios de los temas.
El álbum se inicia con "Toma el tren hacia el sur", una convocatoria hippie y política dirigida a la juventud de emigrar hacia la Patagonia argentina para fundar comunidades más libres y respetuosas de la naturaleza. El mismo tema se repetiría en "Rutas argentinas":

Pásate un peine y usa la boina roja,
compra los diarios, compra dulce de leche,
toma el tren hacia el sur
que allá te irá bien,
todos habrán volado,...
"Toma el tren hacia el sur" (fragmento)

Sigue "Jingle", uno de los cuatro temas de menos de dos minutos de duración, que con una letra hermética habla de alguien que lucha por volver "del cuento feroz".
Luego un tema de Edelmiro que se titula "No tengo idea", un blues en castellano, género casi inexistente en aquel entonces, sobre la incertidumbre del futuro y relacionado con su pareja de ese momento, la cantante de rock Gabriela. es seguido por el tema de Del Guercio que se llama "Camino difícil", una bella balada folk, relacionada con el peronismo, la Guerra de Vietnam y las luchas políticas de los años '70.

- Periodista: "Compañero toma tu fusil, ven y abraza a tu general...", cantás en "Camino difícil" (Almendra). Y "Oigan, vayamos a luchar la historia se murió...", en "Yo seré el animal, vos serás mi dueño" (Aquelarre). Parecen textos de una gesta militante... Como sea, siento que la experiencia "canción" resultó más relevante que una militancia más formal. Vos me dirás...
- Emilio del Guercio: Por supuesto que fue así como lo decís. Pero no estaba en mi intención que las canciones operaran de manera "militante", sino que era una realidad que me interesaba expresar por esos años.

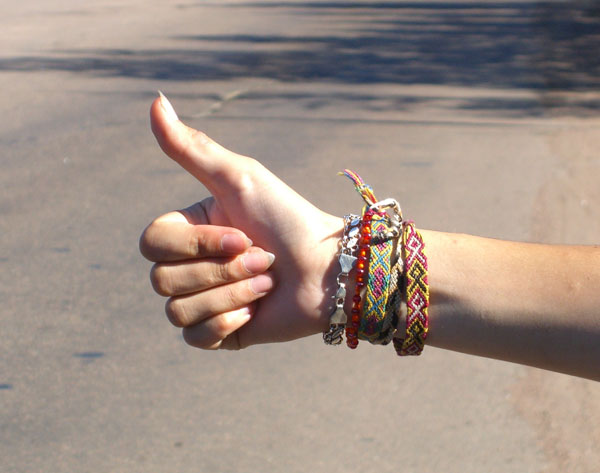
"Rutas argentinas" se convirtió en uno de los temas clásicos del rock nacional de Argentina. Habla de los jóvenes mochileros haciendo dedo para ir a encontrarse con las "chicas y muchachos (que) los esperan allá", aunque "nadie los quiere llevar".

El quinto tema se convertiría en un clásico del rock nacional argentino: "Rutas argentinas". Se trata de un tema de Spinetta muy influenciado por Manal, grupo al que admiraba, que habla de los jóvenes mochileros haciendo dedo para ir a encontrarse con las "chicas y muchachos (que) los esperan allá", aunque "nadie los quiere llevar". La canción ha sido ubicada en la posición #52 entre las cien mejores canciones de la historia del rock argentino por la encuesta realizada por el sitio Rock.com.ar, y sería el último tema interpretado por Almendra en vivo, en su recital de Obras en 1980. Sigue "Vete de mi, cuervo negro", el tema más breve del álbum (1:09), un blues acústico de Spinetta antirracionalista que anticipa a Pescado Rabioso.
A continuación Edelmiro aporta "Aire de amor" un rock estilo country relacionado con su enamoramiento con Gabriela, que en el disco 2 tiene un tema espejo, "Amor de aire". El octavo tema es "Mestizo", un rock de inspiración negra y latinoamericana de un estilo muy original, que se volvería uno de los puntos más altos del álbum y uno de los clásicos del repertorio de Edelmiro Molinari.
Sigue "Agnus Dei", el tema más largo del álbum (14:29), que habla de la hermana y el hermano de Luis Alberto (Ana y Gustavo) y que contiene una larga zapada psicodélica de 12 minutos. Ocupa casi todo el Lado B del Disco 1. "Para ir" es otro tema de Spinetta, que integra la famosa serie de canciones dedicadas a su primera novia, Cristina Bustamante, junto con "Muchacha (Ojos de papel)", "Blues de Cris" y "Todas las hojas son del viento".

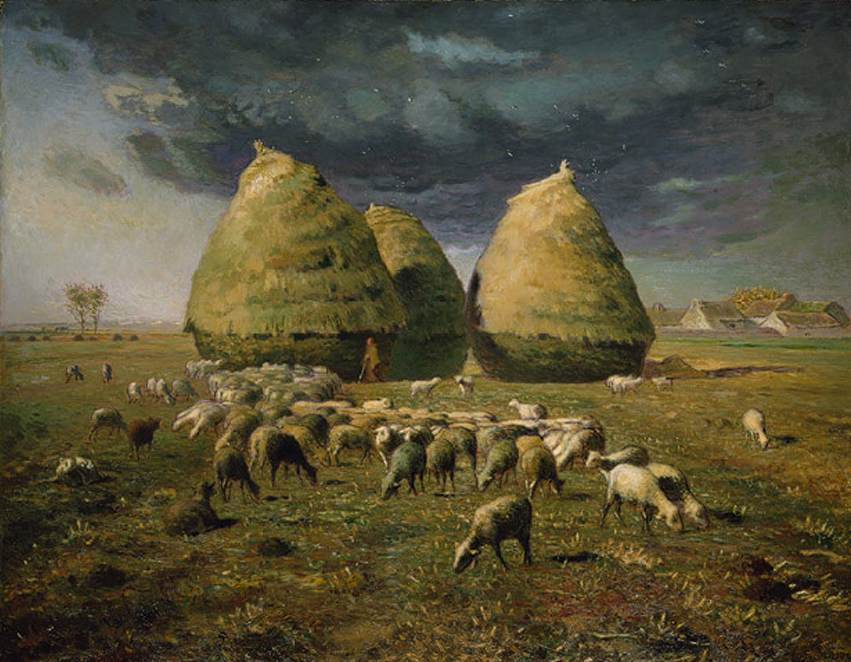
"Parvas: otoño" de Jean-François Millet. Spinetta tomó la imagen de las parvas de los cuadros de Millet para componer "Parvas".

El Disco 2 se inicia con "Parvas", una canción que Spinetta compuso inspirándose en los cuadros del pintor realista francés Jean-François Millet. Se trata de un rock psicodélico polirrítmico inclasificable, muy innovador para la época, que junto con "Los elefantes" anticipaba lo que más adelante se llamaría estilo spinetteano.

Hubo una ruptura entre el público cuando estrenamos "Parvas", "En las cúpulas" y otros temas del segundo disco. La gente se miraba y se decía: "Esto no es lo que esperábamos". Aplaudían pero les resultaba difícil entender, quizás porque era un sonido muy moderno. El público no lo podía creer, lisa y llanamente. Almendra era en ese momento una aplanadora infernal. Al principio pensamos que lo que habíamos compuesto no servía. Pero no era así. La gente no estaba preparada para escucharlo y nosotros apenas para tocarlo. Ahora me doy cuenta que ese show fue uno de los mejores de mi vida.
Luis Alberto Spinetta, Martropía, 2006

"Cometa azul" es un tema psicodélico que compusieron juntos Spinetta y Del Guercio, en la que "los hombres con vuelos nocturnos" le piden al cometa azul del título, que venga. "Florecen los nardos" es otro tema polirrítmico, de contenido político, que es en su primera parte un rock duro con un riff obsesivo y en su parte final se transforma en una canción folk, en la que la guitarra eléctrica era visualizada por Spinetta "como espada de fuego contra los reaccionarios, contra la muerte, contra Vietnam, contra el Vietnam de acá...".
Sigue "Carmen", un tema de Emilio del Guercio de influencia folk y luego la bellísima "Obertura" que Spinetta tomó de la frustrada ópera rock Señor de las latas que quedó sin estrenar ni grabar. En el futuro Spinetta incluiría otros temas de aquella ópera como "Canción para los días de la vida" (A 18' del sol) y "Ella también" (Kamikaze).
"Amor de aire" y "Verde llano" son dos temas de Edelmiro Molinari. El último es un instrumental de jazz que muestra la maestría de Edelmiro en la guitarra y el primero una inversión de "Aire de amor", también dedicado a Gabriela ("Ella ha venido, sí, ha venido del campo"), que al año siguiente sería reconocida como la primera mujer roquera de Argentina, con su tema "La campesina del sol". "Leves instrucciones" es un bello tema polirrítmico y muy breve (1:35) compuesto por Spinetta y Del Guercio bajo influencia de las drogas.
"Los elefantes" es uno de los picos más altos del álbum, en un estilo que anticipa las obras de Spinetta en Artaud. El tema fue inspirado por la repulsa que le produjo la crueldad contra los animales en la película Mondo Cane (1962). Spinetta ha explicado que relacionaba los elefantes con una manera zen de enfrentar la vida y el mundo, que él denominaba "alma-paquidermo".

Los elefantes saben descansar
van a morir de paz.
Un elefante sabe como aquél
el creador de la Tierra y el Sol
y si es que ves como se extienden
si ves como se resignan
a olvidar su inexplicable soledad
serás como ellos,
te podrán contar los cuentos más extraños
pero no te apurarás.
"Los elefantes" (fragmento)

Los últimos dos temas del álbum son "Un pájaro te sostiene" de Del Guercio y "En las cúpulas" de Spinetta. El primero es un rock polirrítmico, que se inicia y finaliza con un riff notable y que durante la canción muta y se desintegra en una balada triste sostenida por el piano, con una letra caótica y de significado hermético. "En las cúpulas" es un tema psicodélico con una fuerte ruptura estética y llena de disonancias, que convoca a tirar las cúpulas a tierra.

## Lista de canciones
Disco 1
- Lado A

1. "Toma el tren hacia el sur" (Luis Alberto Spinetta) - 3:42
2. "Jingle" (Luis Alberto Spinetta) - 1:26
3. "No tengo idea" (Edelmiro Molinari) - 2:46
4. "Camino difícil" (Emilio del Guercio) - 2:27
5. "Rutas argentinas" (Luis Alberto Spinetta) - 2:37
6. "Vete de mí, cuervo negro" (Luis Alberto Spinetta) - 1:10
7. "Aire de amor" (Edelmiro Molinari) - 2:57
8. "Mestizo" (Edelmiro Molinari) - 2:26

- Lado B

1. "Agnus Dei" (Luis Alberto Spinetta) - 14:24
2. "Para ir" (Luis Alberto Spinetta) - 3:57

Disco 2
- Lado A

1. "Parvas" (Luis Alberto Spinetta) - 5:11
2. "Cometa azul" (Luis Alberto Spinetta - Emilio del Guercio) - 4:23
3. "Florecen los nardos" (Luis Alberto Spinetta) - 6:47
4. "Carmen" (Emilio del Guercio) - 3:02

- Lado B

1. "Obertura" (Luis Alberto Spinetta) - 3:01
2. "Amor de aire" (Edelmiro Molinari) - 2:35
3. "Verde llano" (Edelmiro Molinari) - 1:34
4. "Leves instrucciones" (Luis Alberto Spinetta - Emilio del Guercio) - 1:29
5. "Los elefantes" (Luis Alberto Spinetta) - 6:22
6. "Un pájaro te sostiene" (Emilio del Guercio) - 2:23
7. "En las cúpulas" (Luis Alberto Spinetta) - 4:40

## Personal
- Luis Alberto Spinetta: Guitarras, piano, voz líder (1, 2, 5, 6, 9-11, 13, 19, 21), voz colíder (12, 13) y coros
- Edelmiro Molinari: Guitarras, órgano, voz líder (3, 7, 8, 16) y coros
- Emilio del Guercio: Bajo, órgano, piano, efectos, voz líder (4, 14, 20), voz colíder (12, 13) y coros
- Rodolfo García: Batería, percusión y coros